# Paul Baras
Paul Baras (ur. 14 maja 1870 roku w Orchies, zm. 6 listopada 1941 roku w Saint-Maurice) – francuski kierowca wyścigowy.

## Kariera

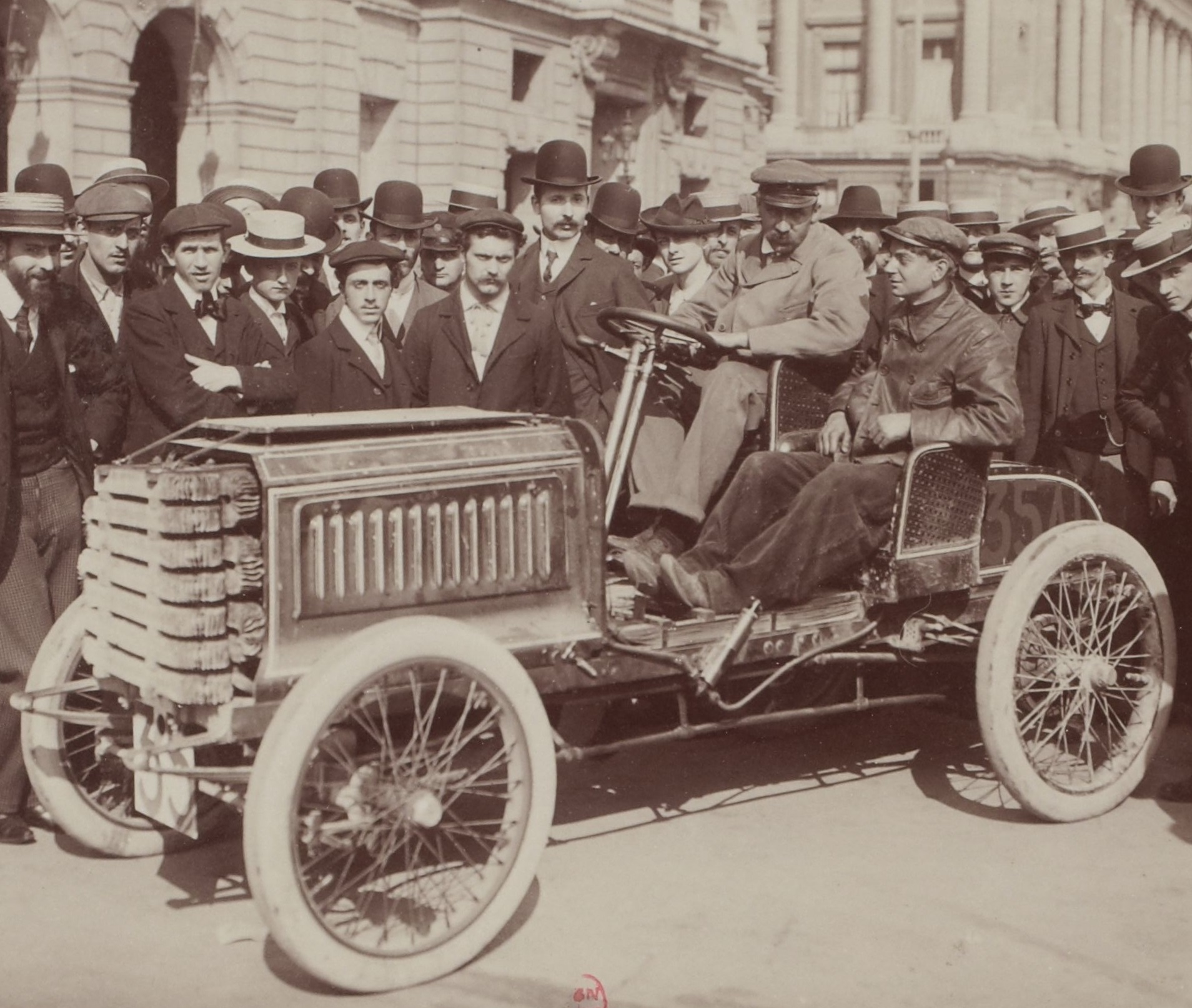
Paul Baras na starcie na Darracq, w wyścigu Paryż-Wiedeń 1902

Baras rozpoczął karierę wyścigową jeszcze w XIX wieku na bicyklu. W 1894 roku był trzeci w wyścigu Grand Prix de Paris Sprint. 29 marca 1901 roku, już w wyścigach samochodowych, był najlepszy w klasie Voiturette wyścigu górskiego na La Turbie w samochodzie Darracq 12 hp. W tym samym roku w tej samej klasie był drugi na Gaillon. W 1902 roku wygrał wyścig Bexhill Speed Trial w klasie Voiturette, a na La Turbie był drugi. W sezonie 1903 wystartował samochodem Darracq 40 hp w wyścigu Paryż-Madryt, który ukończył na dziesiątej pozycji oraz był drugi w klasie samochodów lekkich.
W 1904 roku Francuz nadal korzystał z samochodów Darracq, tym razem 100 hp. Wyścig Circuit des Ardennes ukończył na szóstym miejscu, a w wyścigu górskim na Gaillon odniósł zwycięstwo. W sezonie 1905 wziął udział w Pucharze Gordona Bennetta, jednak na pierwszym okrążeniu stracił koło. Podobnie nie osiągnął linii mety Circuit des Ardennes. 13 listopada tego samego roku ustanowił nowy rekord prędkości na lądzie, który wynosił 104,53 mili/godzinę (167,92 km/h). W 1906 roku Baras zmienił samochód na 4-cylindrowy 12-litrowy Brasier 105hp. W wyścigu Circuit des Ardennes nie osiągnął linii mety, a w Grand Prix Francji prowadził przez dwa okrążenia, jednak ostatecznie był siódmy. Rok później w Grand Prix Francji był trzeci.